# Juana Ramírez
Juana Ramírez, även känd som Juana La Avanzadora, född 12 januari 1790, död 23 oktober 1856, var en venezuelansk frihetshjältinna. Hon föddes som slav. År 1813 anförde hon en grupp på 100 kvinnliga soldater som deltog i striden för att slå tillbaka en spansk invasion med målet att återinföra Venezuela under Spanien. 
Hon blev 2015 inlemmad i Panteón Nacional de Venezuela. 